# Hylomys
A Hylomys az emlősök (Mammalia) osztályának Eulipotyphla rendjébe, ezen belül a sünfélék (Erinaceidae) családjába és a szőrös sünök (Galericinae) alcsaládjába tartozó nem.

## Előfordulásuk
A Hylomys-fajok előfordulási területe Kelet- és Délkelet-Ázsia, valamint Indonézia északi szigetei.

## Rendszerezés
A nembe az alábbi 3 élő faj és 1 fosszilis faj tartozik:
- †Hylomys engesseri Mein & Ginsburg, 1997
- laoszi szőrössün (Hylomys megalotis) Jenkins & M. F. Robinson, 2002
- szumátrai szőrössün (Hylomys parvus) Robinson & Kloss, 1916
- törpe szőrössün (Hylomys suillus) S. Müller, 1840 - típusfaj